# 北京中学科技分校
北京中学科技分校 （简称“北中科技”）是一所北京市的公办完全中学，隶属于北京中学教育集团。学校由朝阳区人民政府与北京化工大学、对外经济贸易大学、北京中医药大学、北京服装学院、中华女子学院联合创办，致力于培养“文理相通、科技见长”的科技创新型人才。
学校于2024年9月正式开学，坐落于北京市朝阳区惠新里38号。
现任校长陈咏梅，副校长李青，党组织书记于瑞利。

## 校园历史
2024 年3月25日正式举办校地合作签约仪式。2024年8月，进行首届招生，高中一年级招生80人，初三“1+3”项目招生40人。2024年8月31日，举行揭牌仪式。

## 课程特色
学校整体构建三级课程体系，包括固基课程、发展课程、特需课程。

## 师资力量
北中科技与五所高校及北京中学教育集团派驻的专业团队，共同构成支持学生研究性学习和项目研究的双导师(高校教授+学校教师)培养体系。

## 校园活动
运动会、高校游学等。

## 引用资料
1. ↑  . 微信公众平台. 2024-12-11  [2025-02-26].
2. 1 2  . www.beijing.gov.cn. 2024-03-25  [2025-02-26].
3. ↑  . 百度地图.
4. 1 2  北京中学科技分校. . 微信公众平台.   [2025-05-11].
5. ↑  . 微信公众平台.   [2025-05-11].
6. ↑  . 微信公众平台.   [2025-05-11].
7. 1 2 3  .